# 天道 (新宗教)
ここでいう天道（てんどう）とは、中国の明・清の時代に由来する中国民間宗教の教派を指していう表現。明代の羅教から始まり、1732年に黄徳輝が興した先天道の前身となった。一貫道の別称があり、中国大陸、台湾では一貫道として認知されている。日本国内においては中国から移入した外来の新宗教に当たり、「天道」と称して昭和初頭の日本に定着すると、大阪・神戸で華僑を中心に活動拠点を増やし、九州など各地に点在する。団体には宗旨を改訂して活動する「道徳会館」の他、宗教法人に「天道総天壇」（玉皇山弥勒寺）などがある。教派による天道の語義は、天に帰る路（みち）という意味を持つ。武道・柔道・剣道・茶道・書道などと同義として、天道に関る信者の間で用いられる。日本古来から存在する天道の語義とは異なる。1933年（昭和8年）に神仏から日本への伝道が命じられたとしている。
天道とは、古代中国における｢政治｣を意味した言葉。中国の人々が、自国の古代史に見る｢三皇五帝｣では、政治活動の功績を讃え、その偉大な人物を系統的に捉えた史記の中で天道と表されている。天下は、天空の下に広がる国々の民衆を治める道であり、天下は人民である。そうした政治に対して｢天道｣と言った。天道を｢天国に帰る道｣という意味にしていない。政治に必要とされた｢天命｣とは、政治への忠実を誓う意味である。この｢天の命｣は、人皇である天子に従うことを指す。

## 概略

### 天道の信仰
天道と名乗る宗派では、得道の儀礼を行う。古代中国から伝えられた、現世からの唯一の救済法としている。人間の他、すべての生き物がこれまで続けてきた生命の営みを輪廻転生と説く。積み重ねてきた業を断ち切り、永遠の幸せが得られる法としている。
弥勒仏のもとで各位神仏を祭壇の天壇に奉（まつ）り、三宝を伝授する儀礼を行う。教派で若干、方法を異にするが、すべての霊（たましい）を救うとして信仰されている。崇拝対象に弥勒像を建立し祭事を行う。　
信者の教導を担う神仏の天然古佛の訓示は、教派の中では格段に影響力を持つ。信者に精進潔斎を促し、三厭五葷（さんえんごくん）を断つことを求めている。強制はしないが三厭（肉・鳥・魚）と五葷（ねぎ・にんにく・にら・あさつき・らっきょう）を飲食しないことを推奨している。

#### 万教帰一と普度収円
天道では全ての宗教の根は同じとする万教帰一を説いている。儒教、道教、仏教の三教に加え、キリスト教、イスラム教を五教とし、五教の開祖を五教聖人と呼ぶ。それぞれが教えを必要とする時代に生まれ、万物の親神に導かれるまま、当時の状況に合わせて人々を教え導いたとしている。
世界の各宗教は、元は同じで理由から生まれたが、永遠なる極楽天国に至る唯一の救いの道は天道にしか存在しないと説いている。その上で天道は宗教と異なるという。山に例えれば、宗教は救済という山頂のことを説き、その頂点にあるものが現世からの解脱であり、人が目指す最高の場所と位置付ける。天道は頂点そのものであるとして、すべて真理を説く宗教の教えは同じ。どの教えも一つの根元に帰すものとしている。
1985年（昭和60年）に日本天道総天壇から天道総天壇に改称。現在はインドやウガンダ、モンゴルなどの主に発展途上にある国などにおいて、現地人の自主的な布教が活発に行われている。

## 主神

### 最高神ラウム
宇宙のすべてを創造した万物創造神ラウムを主神に据え、万教帰一と普度収円を説く。あらゆる宗教宗派では異なる時代・場所・言語で最高神という存在は表現され、いずれもこのラウムを表したもので、同一の存在であるとしている。
天道におけるラウムの神名は「萬霊真宰無生老母（ばんれいしんさいむせいらうむ）」と称される。末尾の「母」の文字を直角90度回転させた外字があてられる。漢字「中」の字の左右四角い部分にそれぞれ点を書き加えて表記する。特殊な字体になる。原型の「母」の字形。意図的に表された神名である。この漢字の矩形部分を丸形で表現したシンボルマークが意匠として使われる。現在の中国における一貫道で奉（まつ）られているスタンダードな造形。
ラウムは、明清時代の中国本土において当時の最高神で無生老母「むしょうろうぼ：ピンイン:Wú Shēng Lǎo Mŭ（和声：ウォ シェン ラォ ムゥ）」といった。これを無生老母信仰、それ以前の羅教の時代では無生父母信仰という。無極聖祖、無極老母とも呼ばれる。

### 同一とする他宗教の神
- 明明上帝・上天（儒教）
- 天地生育之母（道教）
- 阿弥陀如来・阿弥陀仏・無量光仏（仏教）
- 天之御中主神・天之御中主之神（神道）
- ヤハウェ・天主・天王・エホバ（キリスト教）
- 天主・アッラー・アッラーフ（イスラム教）

中国における民間宗教では、明明上帝・無生老母・無極老母などの呼称で呼ぶ。

### 一貫道関連
- 一貫道 - 台灣大百科全書Encyclopedia of Taiwan at Archive.is (archived 2013-04-19)
- 三清道館[リンク切れ]